# Delia floralis
Delia floralis este o specie de muște din genul Delia, familia Anthomyiidae. A fost descrisă pentru prima dată de Fallen în anul 1824. Conform Catalogue of Life specia Delia floralis nu are subspecii cunoscute.